# SUMMER TIME ROMANCE〜FROM KIKI
『SUMMER TIME ROMANCE〜FROM KIKI』（サマー・タイム・ロマンス フロム・ケイアイケイアイ）は、1984年5月21日に発売された角松敏生の2作目のコンピレーション・アルバム。

## 解説
アメリカのラジオ・ステーション「KIKI」の再現をコンセプトに、角松の曲をカマサミ・コングのDJで繋く構成となっている。
発売当初はカセットテープだけの発売だったが、約3か月後にLP化されたほか、後1994年にはCD化もされた。

## 収録曲
- 全作詞 · 作曲：角松敏生

1. OFF SHORE  –  (5:00)[1]
2. SUMMER EMOTIONS  –  (2:56)[1]
3. OFFICE LADY  –  (4:34)[1]
4. RYOKO!!  –  (4:27)[1]
5. WIDOW ON THE SHORE (BEACH'S WIDOW)  –  (4:27)[1]
6. IT'S HARD TO SAY GOOD-BYE（さよならは愛の言葉）  –  (5:26)[1]
7. PRELUDE  –  (1:45)[1]
8. FRIDAY TO SUNDAY  –  (3:26)[1]
9. STEP INTO THE LIGHT  –  (2:29)[1]
10. DO YOU WANNA DANCE  –  (4:37)[1]
11. SPACE SCRAPER  –  (5:09)[1]
12. TAKE YOU TO THE SKY HIGH  –  (3:21)[1]
13. LET ME SAY...  –  (5:57)[1]